# Olavi Lanu
Lennart Olavi Lanu (né le 10 juillet 1925 dans la province de Viipuri et mort le 11 mai 2015) est un sculpteur finlandais et un land artiste.

## Biographie
En 1946-1947, il commence ses études à l'école libre d'art d'Helsinki puis de 1947 à 1950 il étudie à l'Académie des beaux-arts d'Helsinki.
En 1952-53, il étudie à Paris à la fois à l'Académie de la Grande Chaumière et à l'Académie André Lhote.
En 1978, Lanu représente la Finlande à la biennale de Venise de 1978.
En 1985, il est invité à la Biennale de Paris.
L'artiste vit et travaille à Lahti. Il a été professeur d'art de 1959 à 1982.
Ses œuvres sont exposées dans le monde entier.
Le parc Olavi Lanu expose des œuvres remarquables.